# Kalāteh-ye Ḩājjī Madad
Kalāteh-ye Ḩājjī Madad (persiska: Ḩājjī Madad, کلاته حاجی مدد) är en ort i Iran.   Den ligger i provinsen Khorasan, i den nordöstra delen av landet, 900 km öster om huvudstaden Teheran. Kalāteh-ye Ḩājjī Madad ligger 548 meter över havet och antalet invånare är 147.
Terrängen runt Kalāteh-ye Ḩājjī Madad är kuperad norrut, men söderut är den platt. Terrängen runt Kalāteh-ye Ḩājjī Madad sluttar norrut. Runt Kalāteh-ye Ḩājjī Madad är det glesbefolkat, med 20 invånare per kvadratkilometer. Närmaste större samhälle är Chāleh Zard, 6,0 km norr om Kalāteh-ye Ḩājjī Madad. Omgivningarna runt Kalāteh-ye Ḩājjī Madad är i huvudsak ett öppet busklandskap.